# Mel monofloral

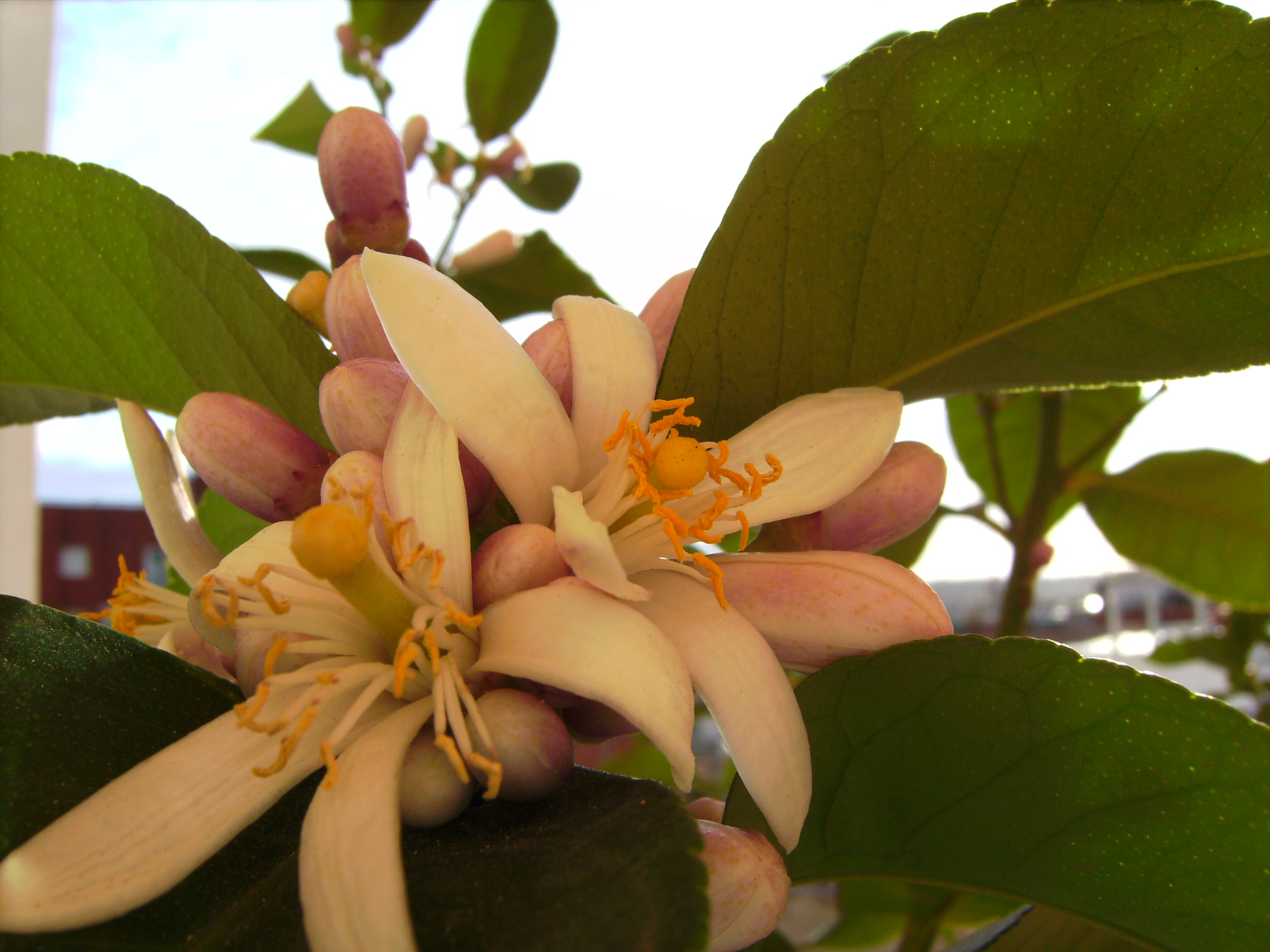
Les flors dels llimoners i altres cítrics proveeixen fàcilment una mel monofloral

Mel monofloral (o mel monoespecífica) és un tipus de mel caracteritzada per la predominança del nèctar d'una espècie vegetal particular que li dona un gust característic o un altre atribut.
El concepte de mel monofloral s'oposa al de mel de mil flors, però no necessàriament monofloral és sinònim de mel de qualitat com tampoc mel de milflors indica una baixa qualitat. Encara que normalment qualsevol mel monofloral arriba al mercat a un preu més alt que les de milflors.
Mai una mel monofloral no és estrictament produïda amb les flors d'una única espècie de planta amb flors. Les anàlisis melitopalinològiques de laboratori (del pol·len d'una mostra de mel) permeten de conèixer els percentatges de pol·len que hi apareixen. Legalment s'estableixen els percentatges mínims, per a una certa espècie floral, que han de tenir les mostres. En alguns casos, com passa en les mels de plantes dins la família lamiàcia (més conegudes com a labiades), el percentatge del seu pol·len exigible legalment és molt baix perquè les flors de les lamiàcies aporten molt de nèctar i poc pol·len. Les flors dels cítrics donen una gran quantitat de nèctar i són molt recercades per les abelles i per això les mels monoflorals de cítrics resulten gairebé pures. Algunes mels tipificades com a monoflorals com per exemple de bosc o d'alzina no responen a un predomini d'una espècie sinó a l'ambient on s'obtenen, de fet l'alzina dona pol·len però no pas nèctar que és aquell que origina la mel i el nèctar necessari per a la mel monofloral anomenada d'alzina la proveeixen altres plantes de l'alzinar o si de cas la secreció d'àfids que viuen sobre l'alzina i aleshores es tracta de mel de melada (dels àfids) no pas de mel de flors.
Hi ha diverses tècniques en apicultura per a procurar que les abelles es dirigeixin cap al tipus de flor que interessa l'apicultor per a fer-ne mel monofloral.

## Característiques de les principals mels monoflorals[1]
Les mels monoflorals es poden dividir en dues categories: les mels fosques i les mels clares. Les quatre mels fosques monoespecífiques principals són:
- Mel de bruc. Com que el bruc creix en sòls àrids i prop de boscos de sureres, la mel que en resulta és espessa i de color torrat. Té un gust fort, aspecte que la converteix en un excel·lent edulcorant per a pastissos i torrons però, en canvi, una mala opció per a tisanes i infusions. La seva qualitat es pot veure de seguida gràcies a la seva ràpida cristal·lització; com més fi sigui el cristall, més alta serà la seva qualitat. El seu període de recol·lecció coincideix amb el principi de la primavera.
- Mel de castanyer. És de color fosc i té un gust fort. S'obté dels castanyers bords o silvestres. És freqüent trobar-la barrejada en petites dosis amb mel clara per tal d'aclarir el seu color. Conté grans quantitats de pol·len i, per aquest motiu es reconeix com una mel d'un alt valor nutritiu. Alhora, conté, per exemple, alts percentatges de ferro. Un dels principals indrets productors de Mel de castanyer és als ports de Beseit.
- Mel d'alzina. Sovint es classifica com a melada, més que no pas com a mel. Es produeix a partir de la libació que fan les abelles de l'exsudació d'uns pugons paràsits de les alzines sureres en període estiuenc, aprofitant les condicions de calor i humitat de la temporada als països mediterranis. És molt densa, viscosa, fosca i la seva qualitat no es pot mesurar amb el gruix del cristall, ja que no cristal·litza a causa del seu gruix.
- Mel de cirerer d'arboç. Té un color ataronjat amb tonalitats més fosques i un gust decididament amarg. És valorat per les seves qualitats antiasmàtiques i diürètiques. La seva producció és de caràcter local i rarament es comercialitza, fet pel qual no apareix entre els tipus de mel monoespecífica més freqüents al mercat espanyol.

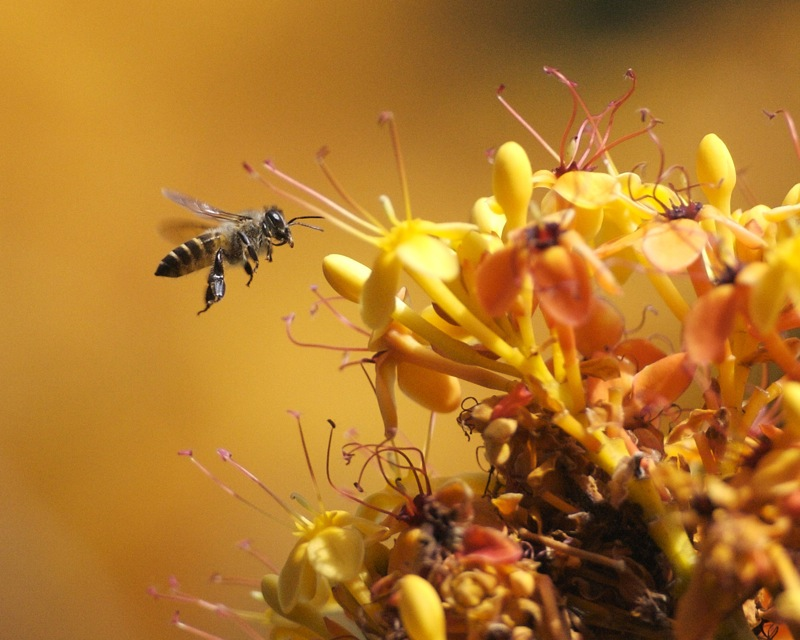
La flor del taronger és fortament productiva, igual que la resta de cítrics.

Pel que fa a les quatre mels clares monoespecífiques principals, aquestes són:
- Mel de romaní. Com que el romaní es tracta d'una planta en què la floració es produeix al llarg de, gairebé, tot l'any (de febrer a novembre), és una gran planta mel·lífera, arran de la seva elevada capacitat productiva. La majoria de la producció s'obté entre els mesos de març i abril, període de màxima floració del romaní. Es tracta d'una mel molt aromàtica i espessa, molt apreciada pels experts. A Catalunya, la zona predilecta de recol·lecció d'aquest tipus de mel és el Camp de Tarragona i les Terres de l'Ebre.
- Mel de taronger. És un tipus de mel molt productiva. A l'Estat Espanyol es concentra gran part de la producció a les terres del País Valencià, així com a Múrcia o a Sevilla. És una mel fina, aromàtica, delicada i de gran qualitat. No cristal·litza amb facilitat.
- Mel de gira-sol. El gria-sol, que floreix entre juliol i setembre, produeix una gran quantitat de pol·len i de nèctar. Es tracta d'una mel poc comercialitzada, per bé que recorrent al País Valencià i, en menor mesura, a Lleida. És considerada de poca qualitat pels experts.
- Mel d'acàcia. S'obté de les acàcies nectaríferes, és a dir, d'aquelles que no han estat podades almenys durant tres anys. És d'un color blanquinós i de gust lleuger. És altament nutritiva i és aconsellada per desinflamar el fetge en casos d'intoxicacions, i també és lleugerament laxant. Aquestes característiques deixen d'existir si s'adultera amb altres varietats de mels o amb mel d'acàcia d'anys anteriors. És freqüentment utilitzat com a edulcorant de les tisanes.

## Tipus de mel monofloral més freqüents al mercat espanyol[4]
Al mercat espanyol hi abunden fins a setze tipus de mels monoflorals o monoespecífiques. Aquestes són:
- Mel monofloral de botja
- Mel monofloral de bruc
- Mel monofloral de calluna
- Mel monofloral de gira-sol
- Mel monofloral de romaní
- Mel monofloral d'eucaliptus
- Mel monofloral de farigola (o de timó)
- Mel monofloral d'espígol
- Mel monofloral d'esbarzer
- Mel monofloral de castanyer
- Mel monofloral d'alzina
- Mel monofloral de bosc és una mel de melada
- Mel monofloral d'acàcia (de Robinia pseudoacacia)
- Mel monofloral de flor de taronger altrament dita de tarongina (azahar)
- Mel monofloral de nesprer japonès
- Mel monofloral de llimoner

En l'època de l'any més freda i amb relativament poca floració es produeixen als països mediterranis mels que es poden considerar monoflorals com les d'ametller (hivern) i d'arbocer (tardor) però com que no resulten de gust agradable pels humans es deixen pel consum de les mateixes abelles.

## Alguns tipus més de mel monofloral al món
Mel monofloral d'alvocat, palmera, til·ler, fajol, cirerer, trèvol,d'arç, de Ziziphus zizyphus (al Iemen), d'Eucryphia lucida (Tasmània), de Metrosideros polymorpha (Hawaii), macadàmia, de mesquite, de saguaro